# Phalera stigmigera
Phalera stigmigera är en fjärilsart som beskrevs av Butler 1880. Phalera stigmigera ingår i släktet Phalera och familjen tandspinnare. Inga underarter finns listade i Catalogue of Life.